# 1517

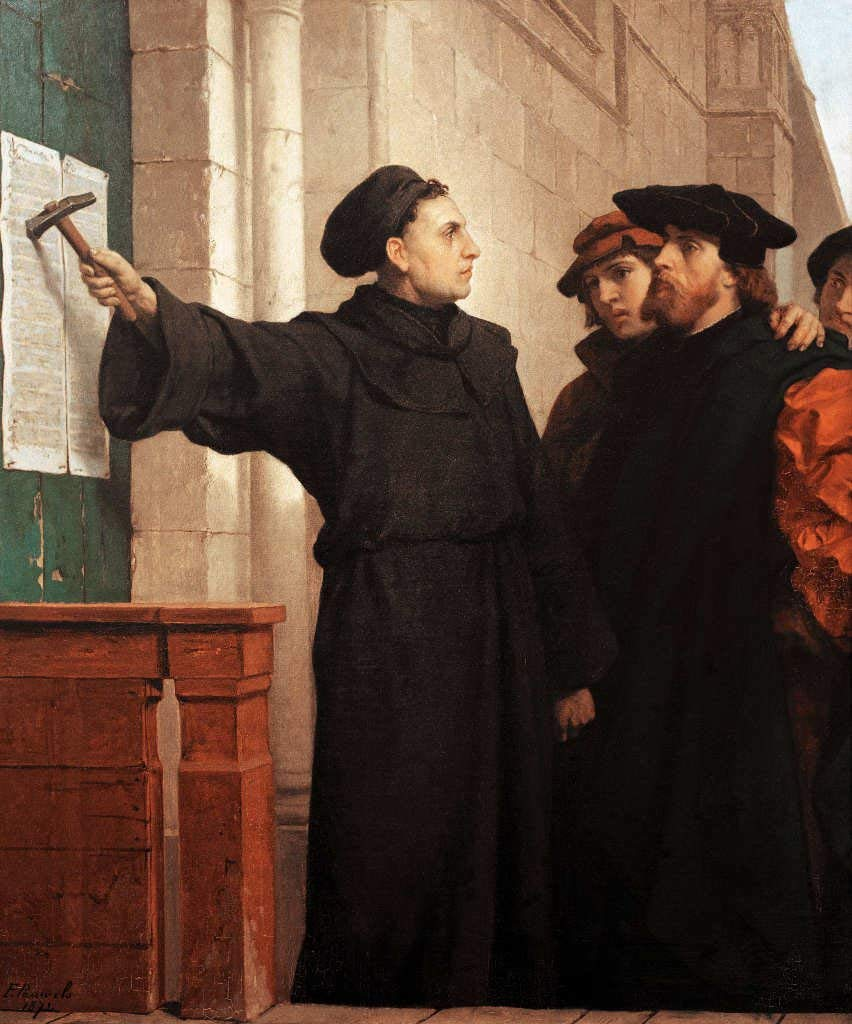
Maarten Luther spijkert de 95 stellingen aan de kerkdeur

Het jaar 1517 is het 17e jaar in de 16e eeuw volgens de christelijke jaartelling.

## Gebeurtenissen
- 20-28 januari - Beleg van Sneek: Stadhouder Floris van Egmont belegert de stad Sneek, maar geeft op als de dooi invalt.
- 22 januari - Slag bij Ridaniya: De Ottomanen onder Selim I verslaan de Mamelukken nabij Caïro en nemen de stad in. Einde van het Mamelukse rijk, Egypte en een groot deel van Arabië worden bij het Ottomaanse Rijk gevoegd.
- 23 januari - Begin van de Oorlog van Urbino: Francesco Maria I della Rovere komt aan bij Urbino, dat hij tracht te heroveren nadat hij het het voorgaande jaar aan paus Leo X is verloren, en verslaat een pauselijke condottiere.
- 8 februari - Vertrek van een Expeditie westwaarts onder leiding van Francisco Hernández de Córdoba in opdracht van gouverneur Diego Velázquez de Cuéllar van Cuba. Hij ontdekt Yucatán en de Mayabeschaving.
- 14 maart - Stadsbrand van Enschede: Enschede wordt vrijwel volledig door brand verwoest.
- 9 mei - Gedwongen door Karel van Luxemburg legt de bisschop van Utrecht Frederik van Baden zijn ambt neer.
- 24 juni - Begin van het Beleg van Medemblik door Friese opstandelingen onder Pier Gerlofs Donia en Wijerd Jelckama.
- 1 juli - Paus Leo X creëert 31 nieuwe kardinalen, tot 1946 het grootste aantal kardinalen dat in een keer benoemd wordt.
- 26 augustus - Verdrag van Rouen: Frankrijk en Schotland beloven wederzijdse hulp in geval van een aanval door Engeland.
- 8 september - Karel I vertrekt uit de Nederlanden naar Spanje. Margaretha van Oostenrijk neemt de taak van landvoogdes van de Nederlanden weer op.
- september - Francesco Maria I della Rovere, die de strijd heeft moeten opgeven vanwege gebrek aan geld om zijn soldaten te betalen, verzoent zich met paus Leo X, die hem ontslaat van kerkelijke censuur en vrijelijk naar Mantua laat vertrekken.
- 31 oktober - Maarten Luther schrijft zijn 95 stellingen tegen de handel in aflaten, volgens traditie door ze aan de kerkdeur in Wittenberg te spijkeren.
- Sultan Selim I zet de Abbasidische kalief van Caïro af. De titel kalief wordt van nu af door de Ottomaanse sultans gedragen.
- Einde van de Oorlog van de Liga van Kamerijk.
- Dayan Khan van de Noordelijke Yuan belegert Beijing.
- Einde van het Vijfde Lateraans Concilie.
- Fernão Pires de Andrade bezoekt Kanton en begint de Portugese handel met China.
- Karel van Luxemburg en Edzard I van Oost-Friesland komen tot een overeenkomst die de Saksische Vete beëindigt. Edzard wordt erkend als rijksgraaf van Oost-Friesland, maar geeft zijn aanspraken op Groningen en Friesland op.
- Een nieuw ontstekingsmechanisme voor vuurwapens wordt uitgevonden dat gebruik maakt van vuursteen, en daarmee het pistool.
- Stichting van Le Havre.
- Stichting van San Juan op Puerto Rico.
- Stichting van het dorp Breskens.
- De Orde van de Matigheid en de Heilige Christoffel wordt ingesteld.

## Beeldende kunst

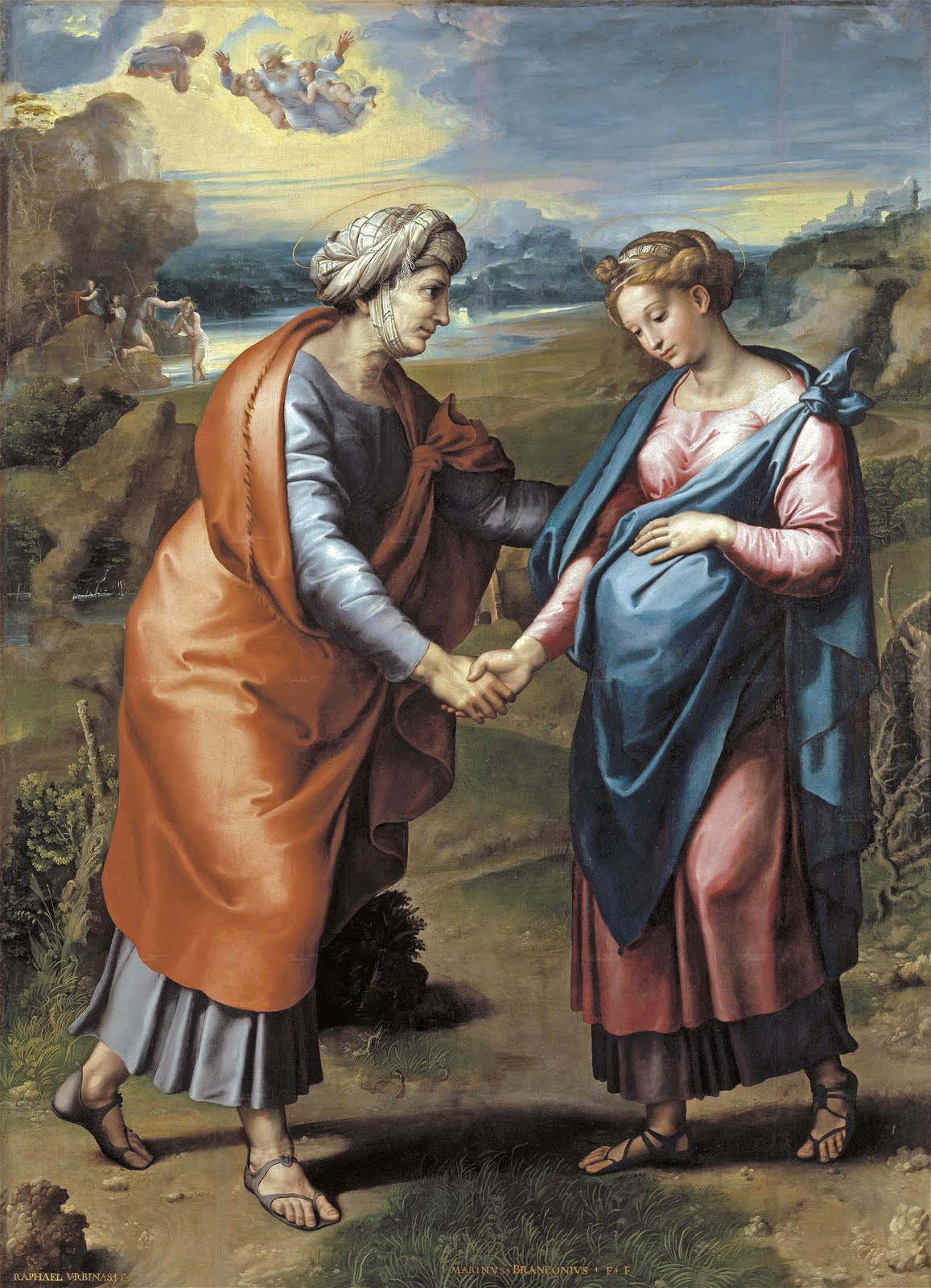
Rafaël: Visitatie
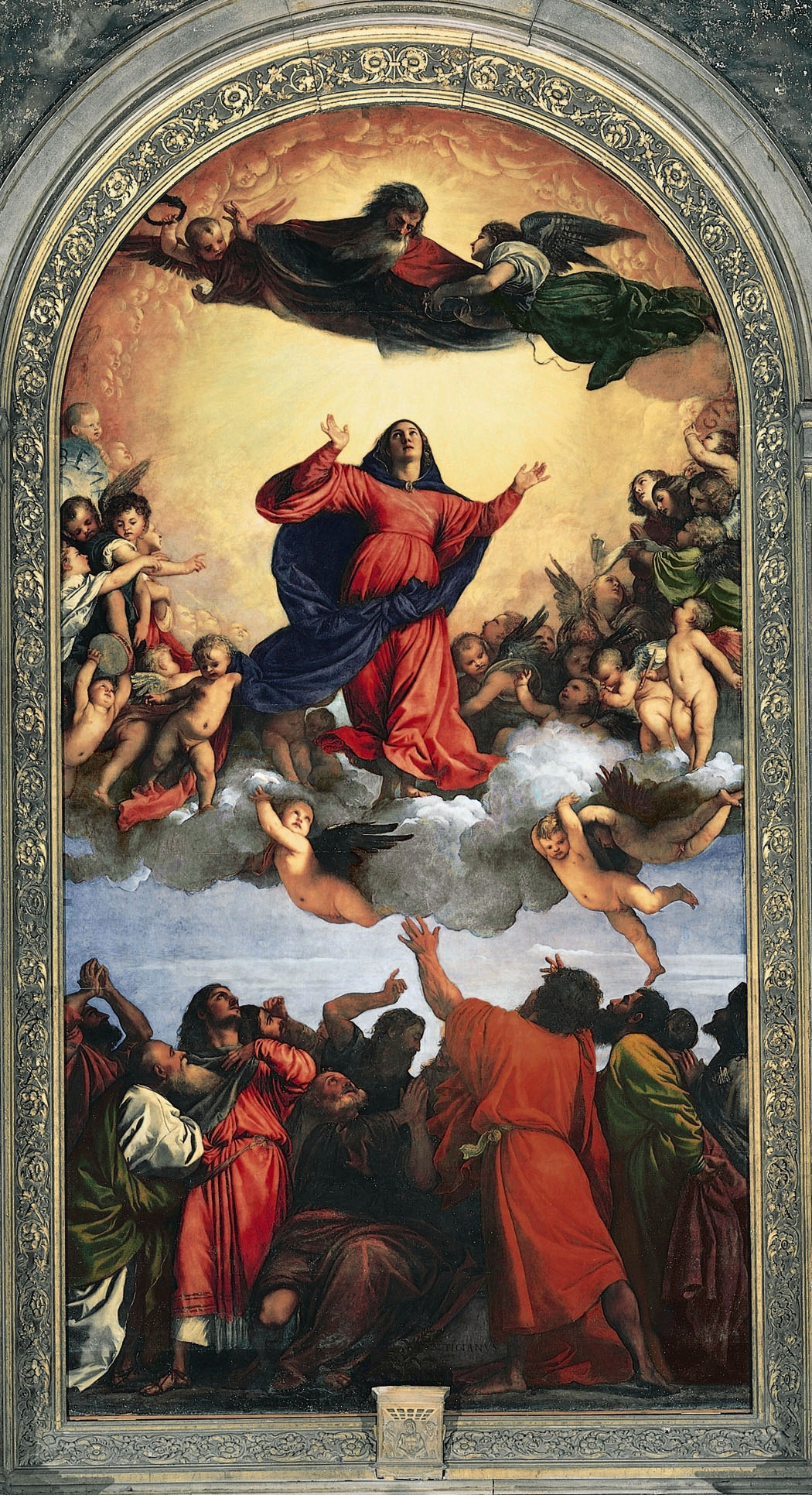
Titiaan: Maria Hemelvaart
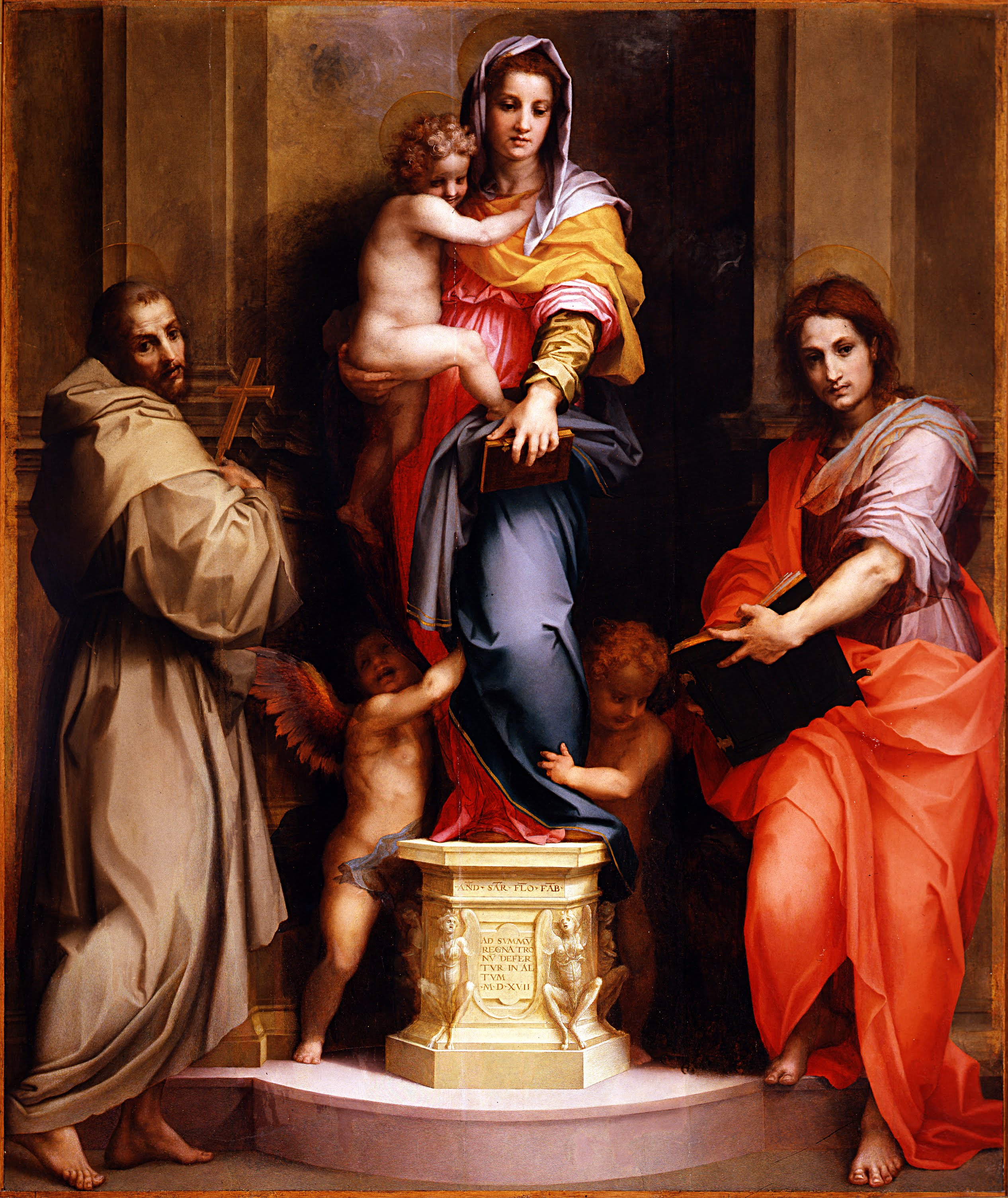
Andrea del Sarto: Madonna van de harpijen
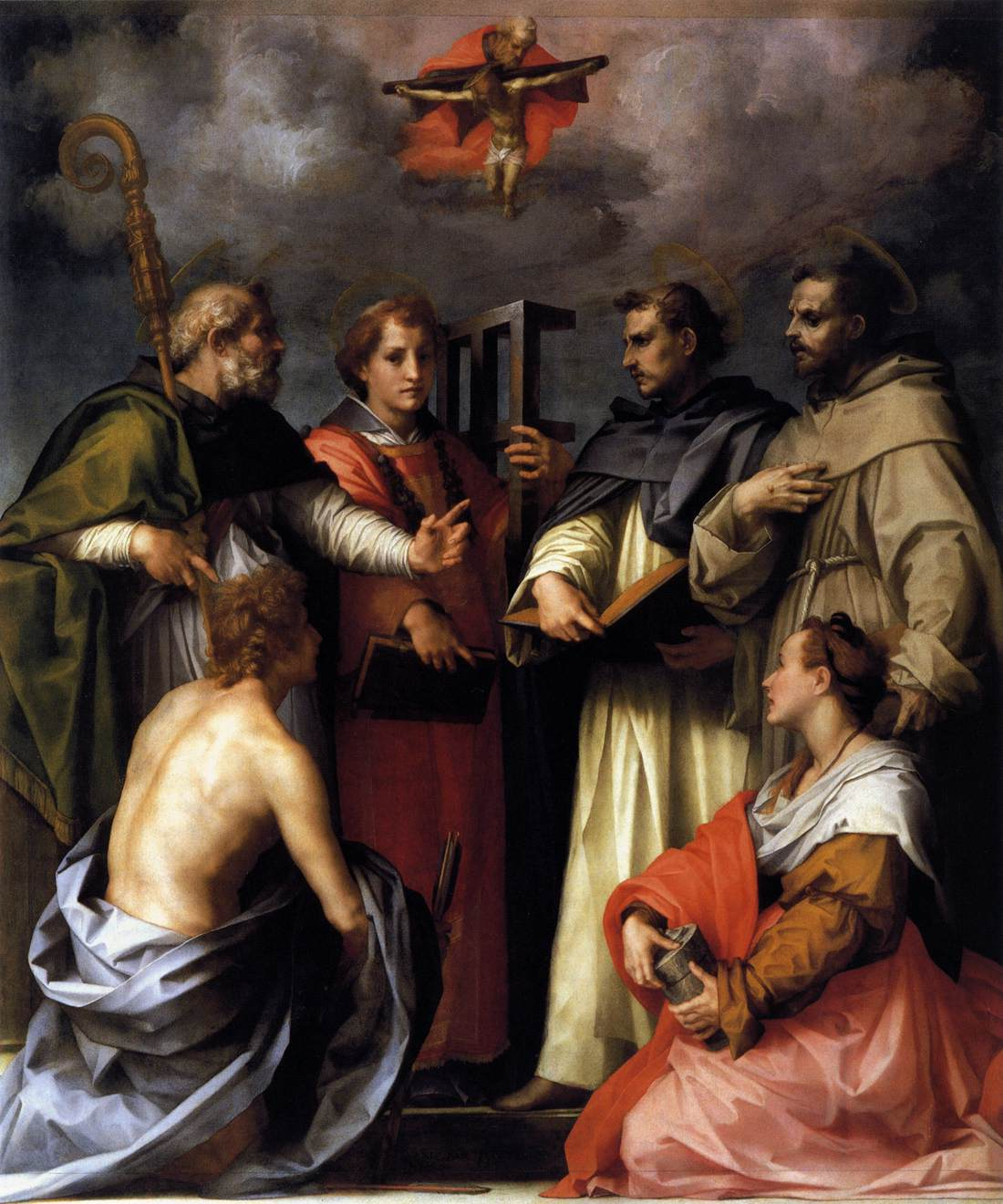
Andrea del Sarto: Disputatie over de drieëenheid
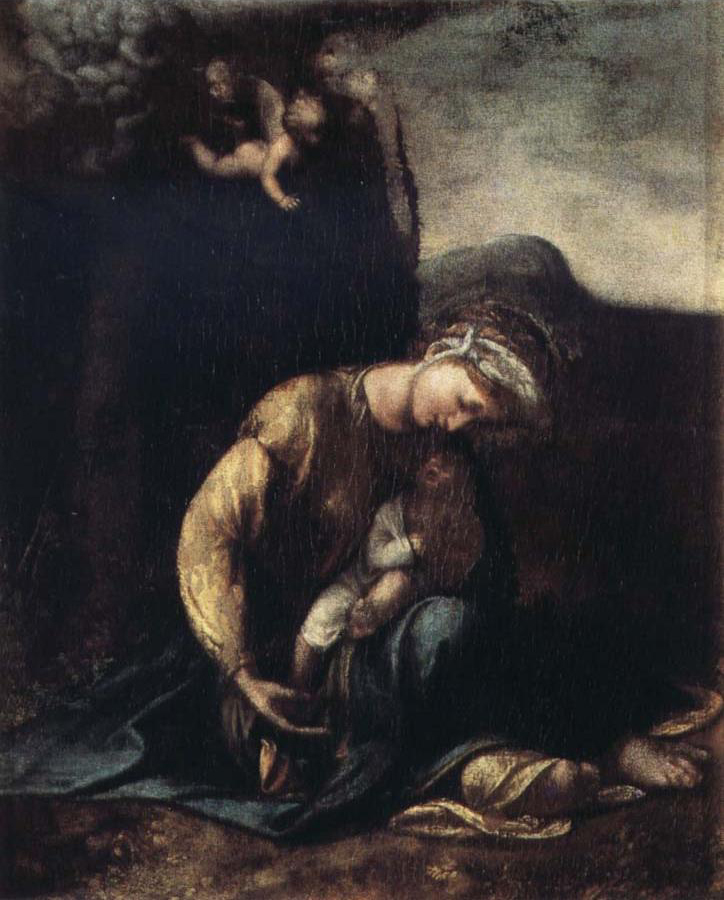
Antonio da Correggio: La Zingarella
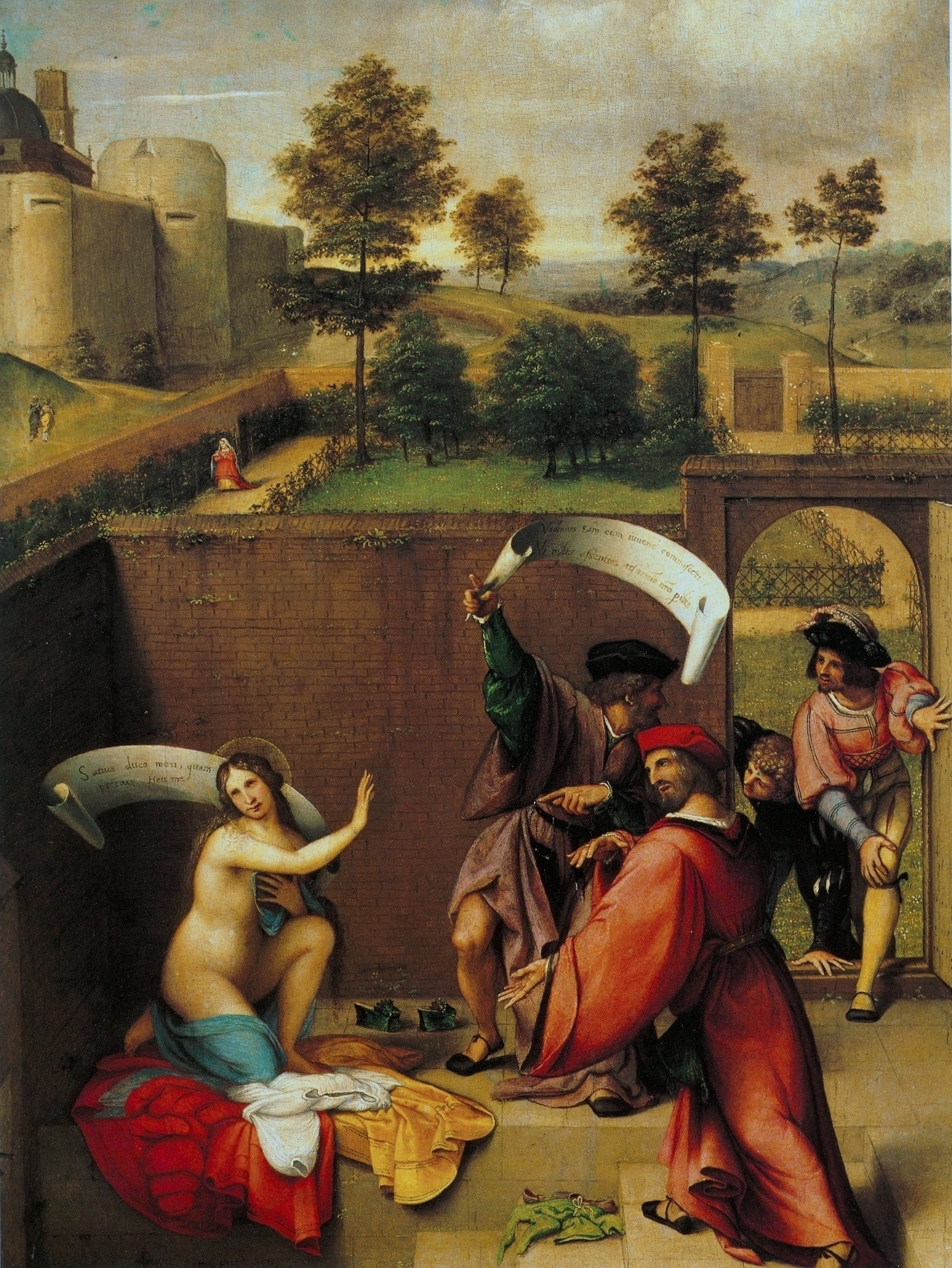
Lorenzo Lotto: Susanna en de ouderlingen

## Opvolging
- patriarch van Antiochië (Syrisch-Orthodox) - Ignatius Jacobus I opgevolgd door Ignatius David I
- Delhi - Sikandar Lodi opgevolgd door zijn zoon Ibrahim Lodi
- Navarra - Catharina opgevolgd door haar zoon Hendrik II
- Naxos - Giovanni IV Crispo als opvolger van Francesco III Crispo
- Sicilië (onderkoning) - Ettore Pignatelli e Caraffa als opvolger van Hugo de Moncada
- Utrecht - Frederik van Baden opgevolgd door Filips van Bourgondië-Blaton

## Afbeeldingen

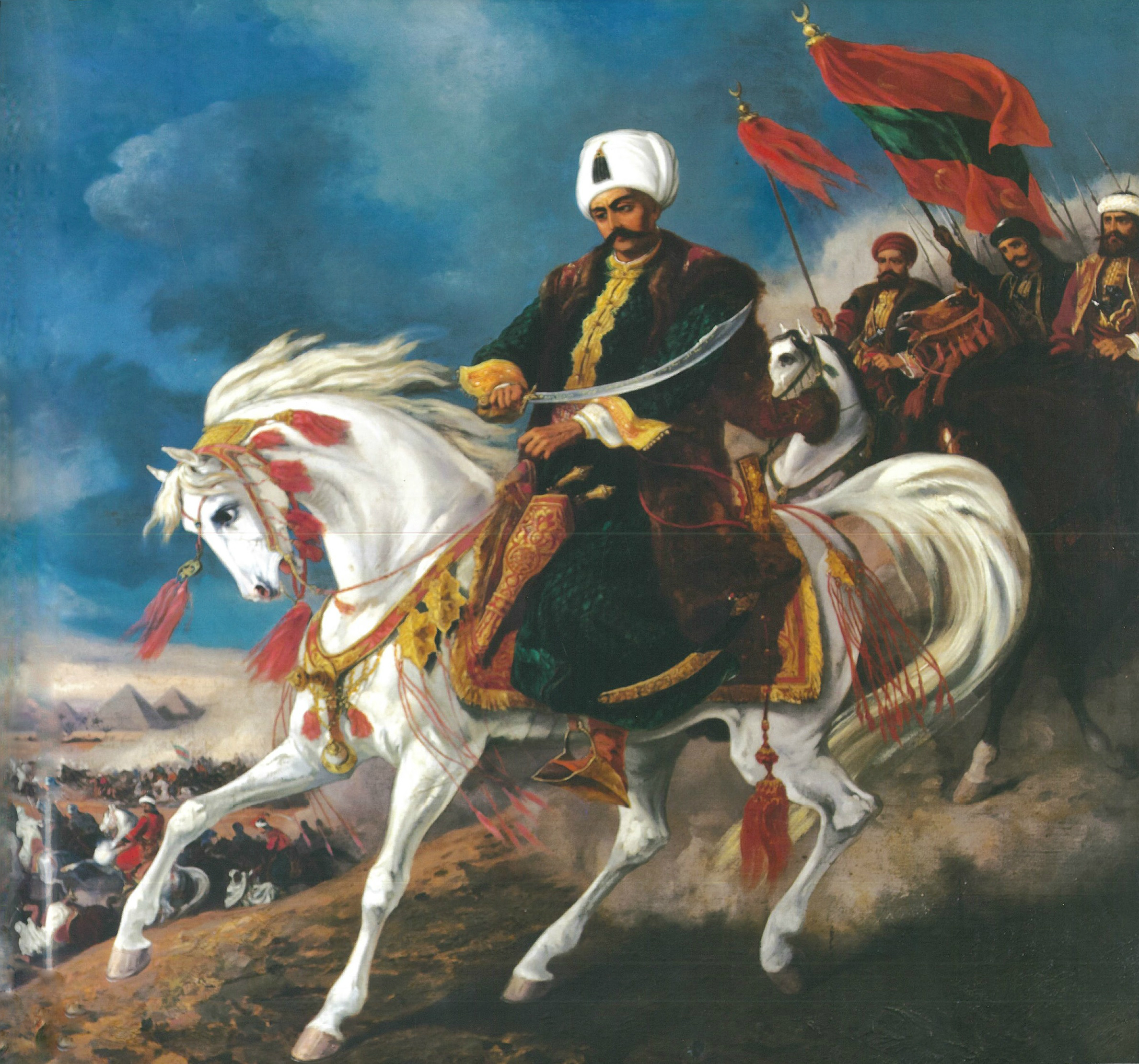
Selim I op expeditie in Egypte
route van de expeditie van Francisco Hernández de Córdoba
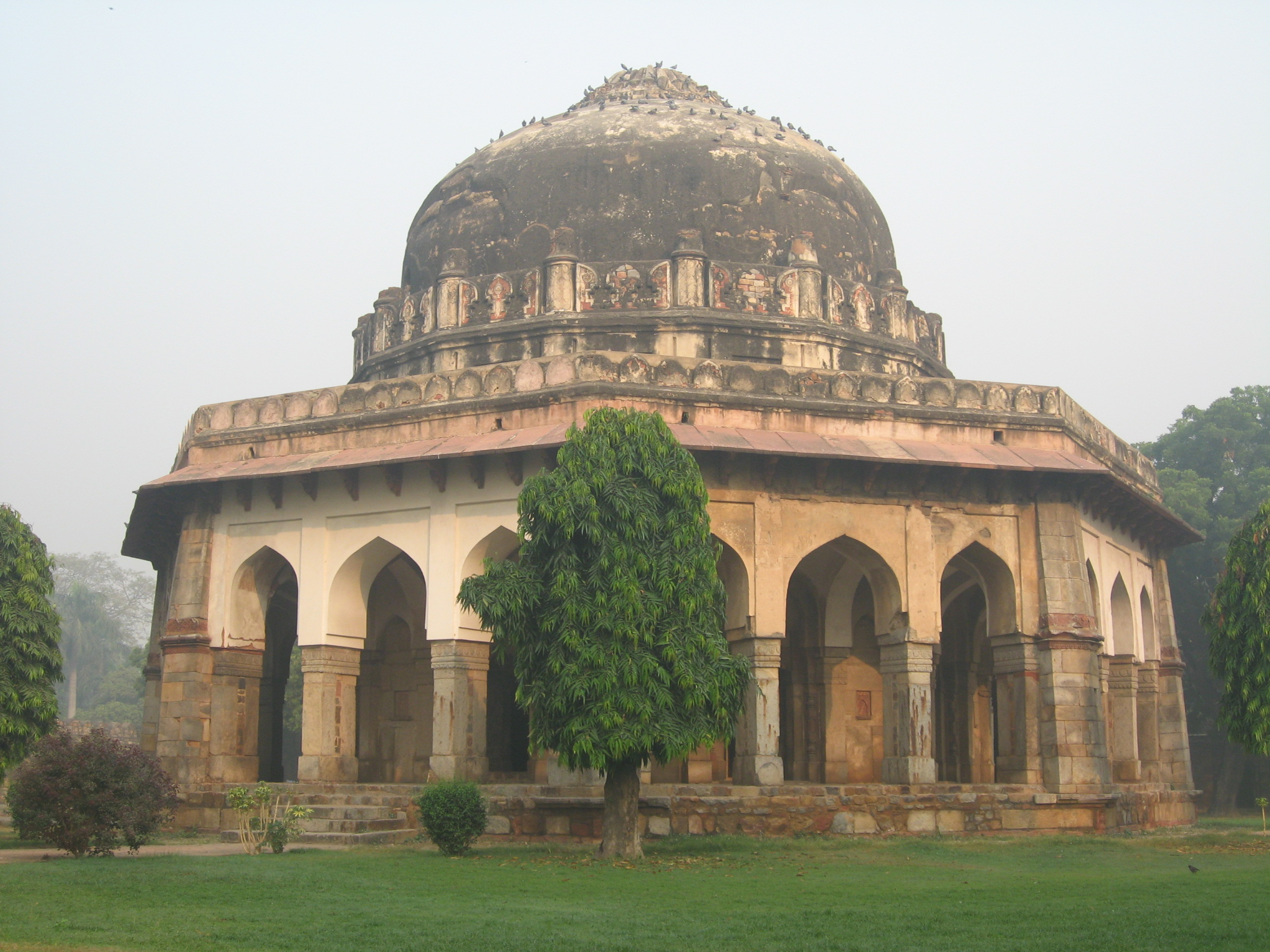
graftombe van Sikandar Lodi
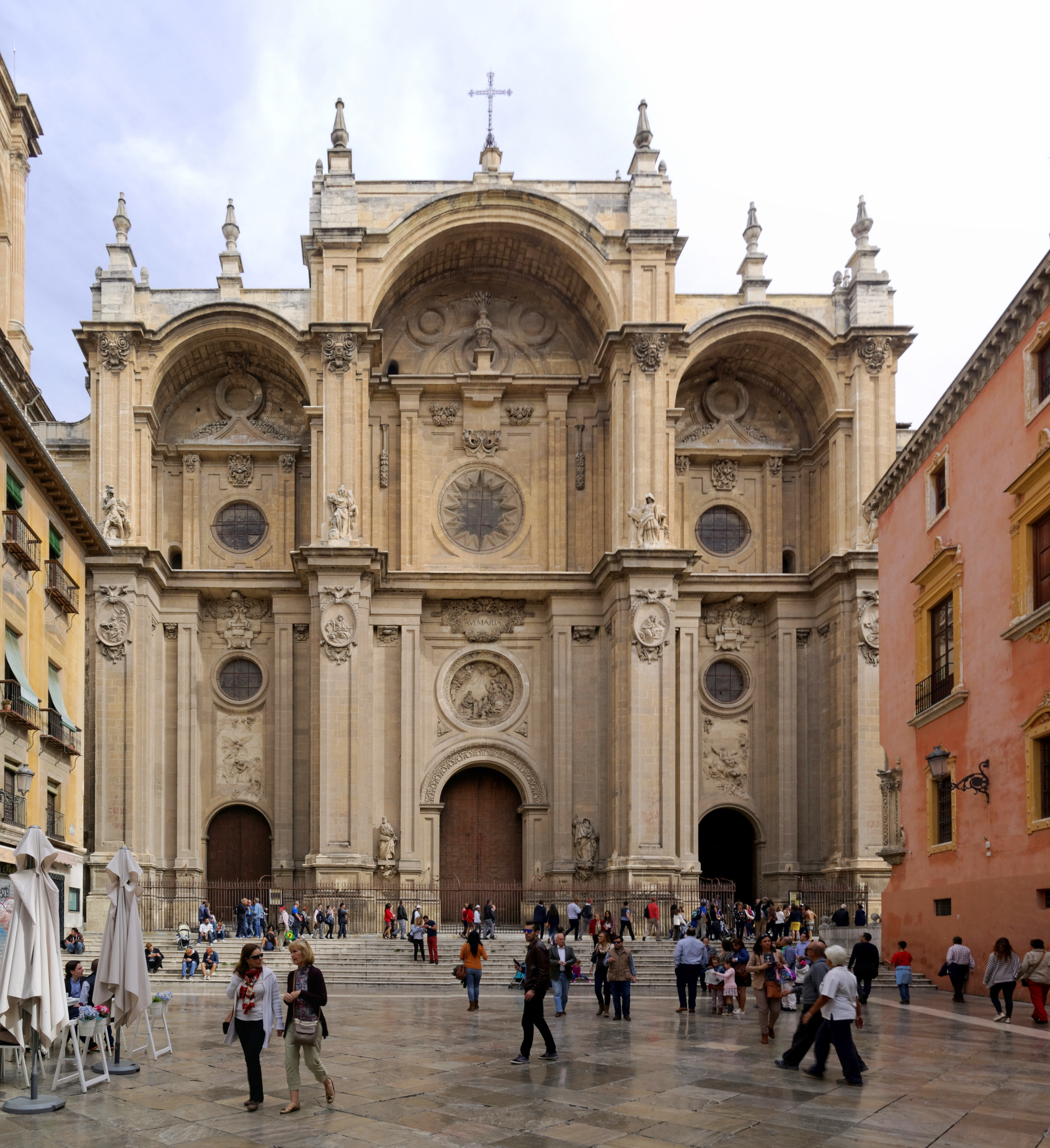
kathedraal van Granada (voltooid 1517)
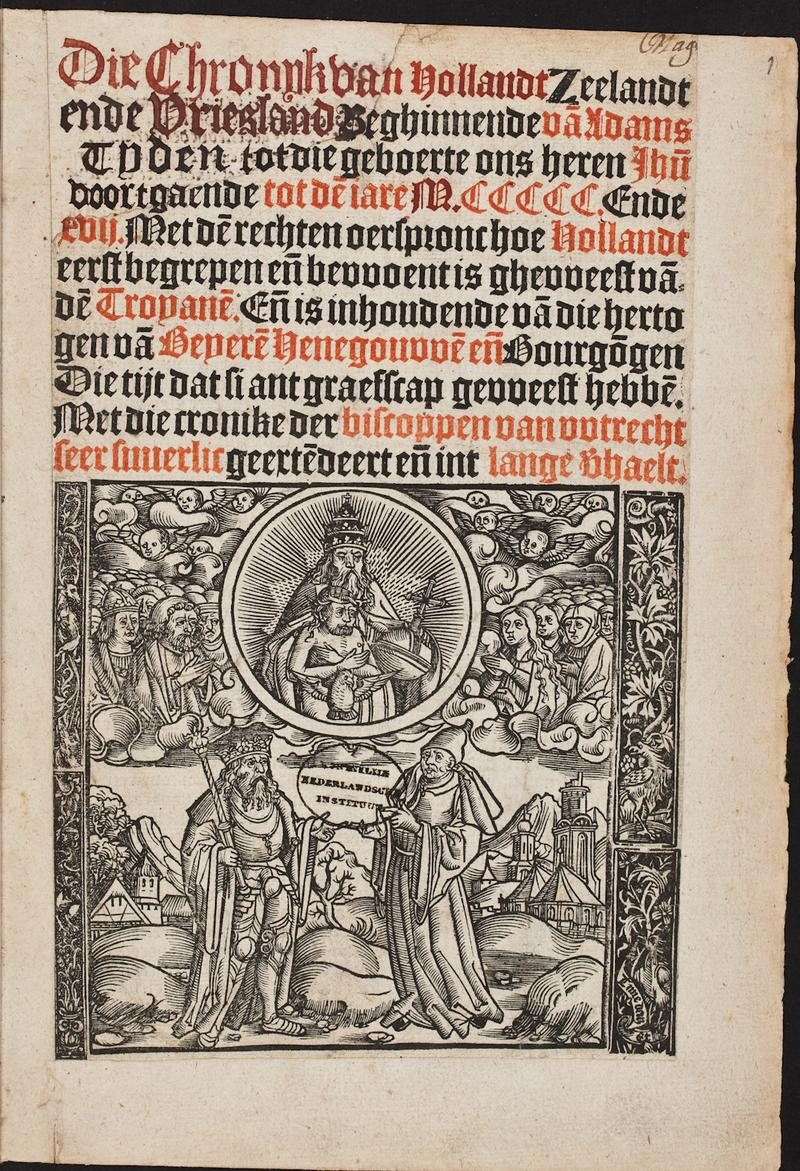
titelpagina van de Divisiekroniek
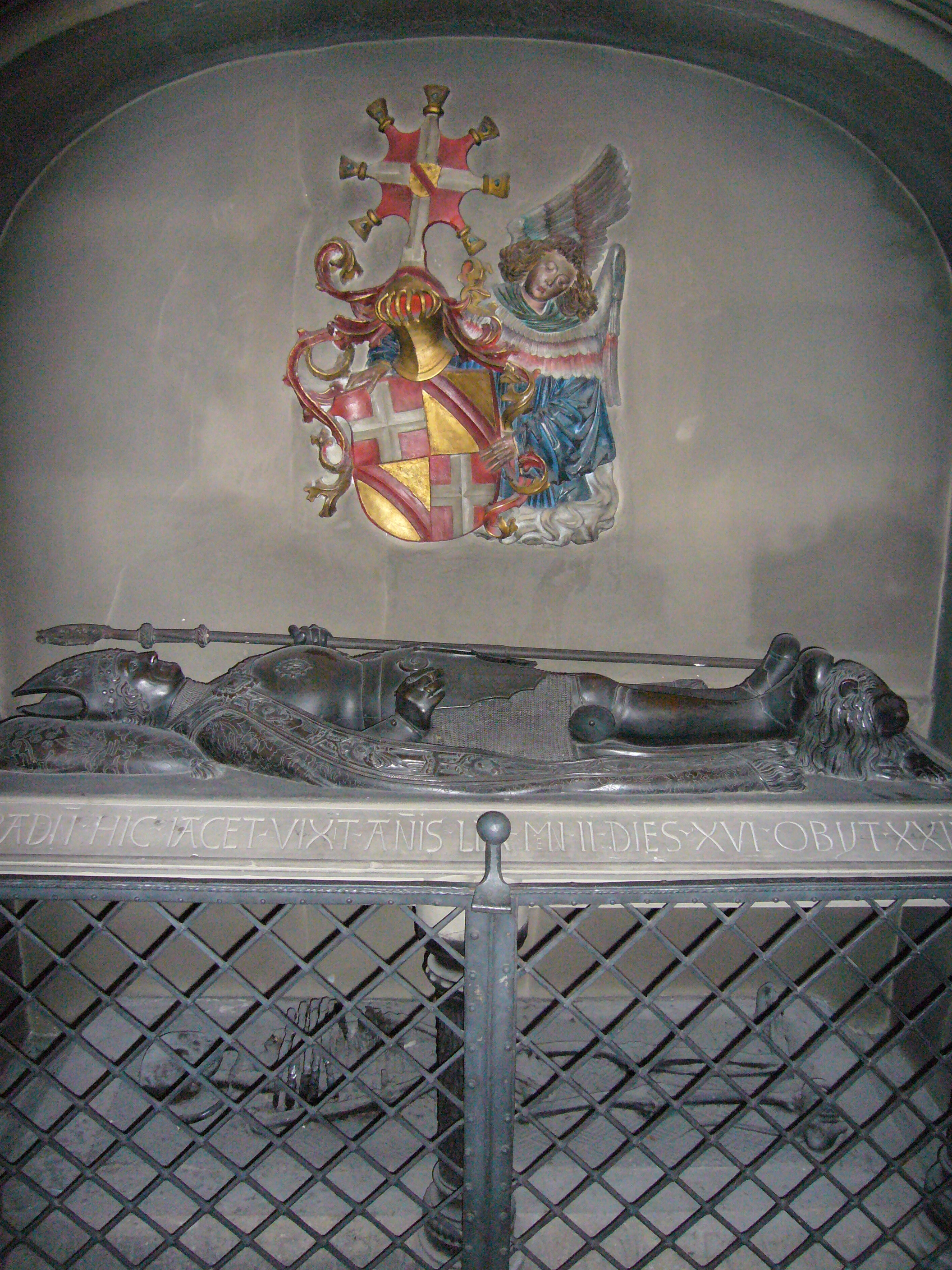
grafmonument van Frederik van Baden
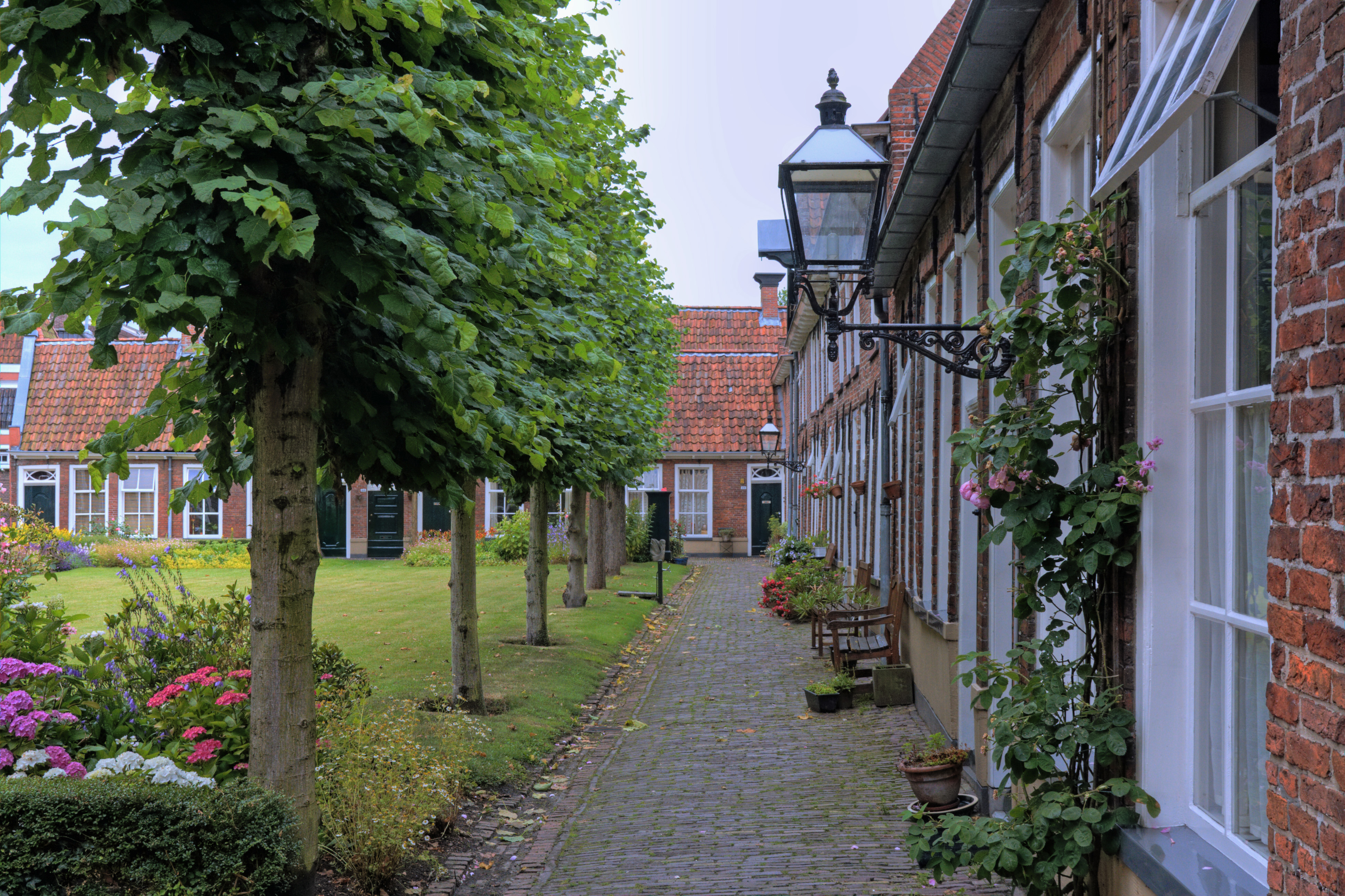
Sint Anthonygasthuis, Groningen (gesticht 1517)
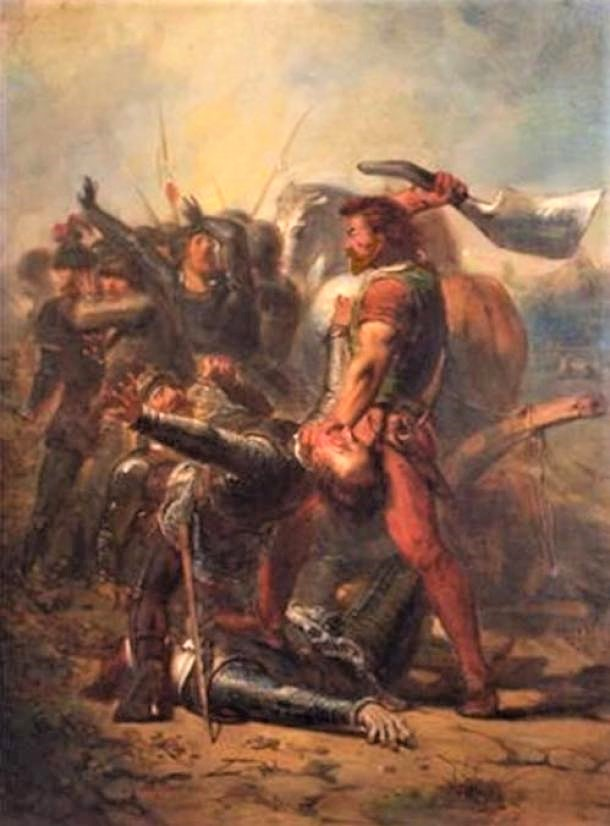
Grutte Pier (Pier Gerlofs Donia)

## Geboren
- 29 maart - Carlo Carafa, Italiaans kardinaal
- 9 april - Maximiliaan Morillon, Zuid-Nederlands prelaat
- 18 juni - Ogimachi, keizer van Japan (1557-1586)
- 16 juli - Frances Brandon, Engels edelvrouw
- 20 juli - Peter Ernst I van Mansfeld, Duits edelman
- juli - Juan de Vargas, Spaans jurist
- 23 augustus - Frans I, hertog van Lotharingen
- 20 augustus - Antoine Perrenot de Granvelle, Bourgondisch kardinaal en staatsman
- 29 juni - Rembert Dodoens, Zuid-Nederlands arts en plantkundige
- Pierre Belon, Frans natuuronderzoeker
- Margaretha van Egmont, Nederlands edelvrouw
- Bernard Gilpin, Engels theoloog
- Nicolaas Goudanus, Nederlands theoloog
- Gerard van Groesbeek, Zuid-Nederlands prelaat
- Lodewijk Casimir van Hohenlohe-Neuenstein, Duits edelman
- Francisco de Holanda, Portugees humanist
- Godhard Kettler, Duits edelman
- Ngagchang Künga Rinchen, Tibetaans geestelijk leider
- Jacques Pelletier du Mans, Frans humanist en wiskundige
- Guidobaldo II della Rovere, hertog van Urbino
- Arnoud Sasbout, Noord-Nederlands jurist
- Gioseffo Zarlino, Italiaans muziektheoreticus en componist
- Otto IV van Schaumburg, Duits edelman (jaartal bij benadering)
- Henry Howard, Engels edelman en dichter (jaartal bij benadering)
- Hubert Waelrant, Zuid-Nederlands componist (jaartal bij benadering)

## Overleden
- 5 januari - Francesco Raibolini, Italiaans schilder
- 12 februari - Catharina (~46), koningin van Navarra (1483-1517)
- 7 maart - Maria van Aragon (34), echtgenote van Emanuel I van Portugal
- 26 maart - Heinrich Isaac, Zuid-Nederlands componist
- 15 april - Jan Smeken, Zuid-Nederlands rederijker
- 16 juli - Alfonso Petrucci (~26), Italiaans kardinaal
- 27 augustus - Jeroen van Busleyden, Zuid-Nederlands politicus en humanist
- augustus - Hessel van Martena, Fries hoofdeling
- 21 september - Dyveke Sigbritsdochter (~27), minnares van Christiaan II van Denemarken
- 24 september - Frederik van Baden (59), bisschop van Utrecht (1496-1517)
- 31 oktober - Fra Bartolomeo (44), Florentijns schilder
- 8 november - Francisco Jiménez de Cisneros (~81), Spaans kardinaal en staatsman
- 21 november - Sikandar Lodi, sultan van Delhi (1489-1517)
- Balim Sultan (~60), Grieks soefimeester
- Barnard Flower, Zuid-Nederlands glazenier
- John Gordon, Schots edelman
- Nicolaas Jonghelinck, Zuid-Nederlands zakenman en kunstverzamelaar
- Godhard I Kettler zu Neu-Assen, Duits edelman
- Johannes Murmellius (~37), Nederlands humanist
- Luca Pacioli (~72), Italiaans wiskundige
- Kaspar von Silenen, Zwitsers legerleider
- Ludovico di Varthema (~49), Italiaans ontdekkingsreiziger
- Birgitta van York (~37), Engels prinses
- Giovanni Battista Cima, Venetiaans schilder (jaartal bij benadering)